# Наймушинка
Наймушинка — река в России, в Кировской области, протекает в Унинском районе. Устье реки находится в 95 км по правому берегу реки Лумпун. Длина реки составляет 16 км, площадь водосборного бассейна 41,1 км².
Исток реки у деревни Комарово (центр Комаровского сельского поселения) в 26 км к юго-западу от посёлка Уни. Река течёт на юго-восток, всё течение проходит в ненаселённом лесном массиве. Впадает в Лумпун ниже деревни Лумпун.

## Данные водного реестра
По данным государственного водного реестра России относится к Камскому бассейновому округу, водохозяйственный участок реки — Вятка от водомерного поста посёлка городского типа Аркуль до города Вятские Поляны, речной подбассейн реки — Вятка. Речной бассейн реки — Кама.
По данным геоинформационной системы водохозяйственного районирования территории РФ, подготовленной Федеральным агентством водных ресурсов:
- Код водного объекта в государственном водном реестре — 10010300512111100039009
- Код по гидрологической изученности (ГИ) — 111103900
- Код бассейна — 10.01.03.005
- Номер тома по ГИ — 11
- Выпуск по ГИ — 1